# Marcipa monosema
Marcipa monosema là một loài bướm đêm trong họ Erebidae.